# Adenocarpus commutatus
Adenocarpus commutatus Guss. è una pianta appartenente alla tribù delle Genisteae (famiglia Faboideae).

## Distribuzione e habitat
La specie è presente in Sicilia (Monti Peloritani) e in Algeria.